# Le train sifflera trois fois
Pour les articles homonymes, voir High Noon.
Pour plus de détails, voir Fiche technique et Distribution.
Le train sifflera trois fois (High Noon) est un western américain de Fred Zinnemann sorti en 1952.
En 1989, le film a été sélectionné pour préservation au National Film Registry par la Bibliothèque du Congrès en raison de son « importance culturelle, historique ou esthétique ».

## Synopsis

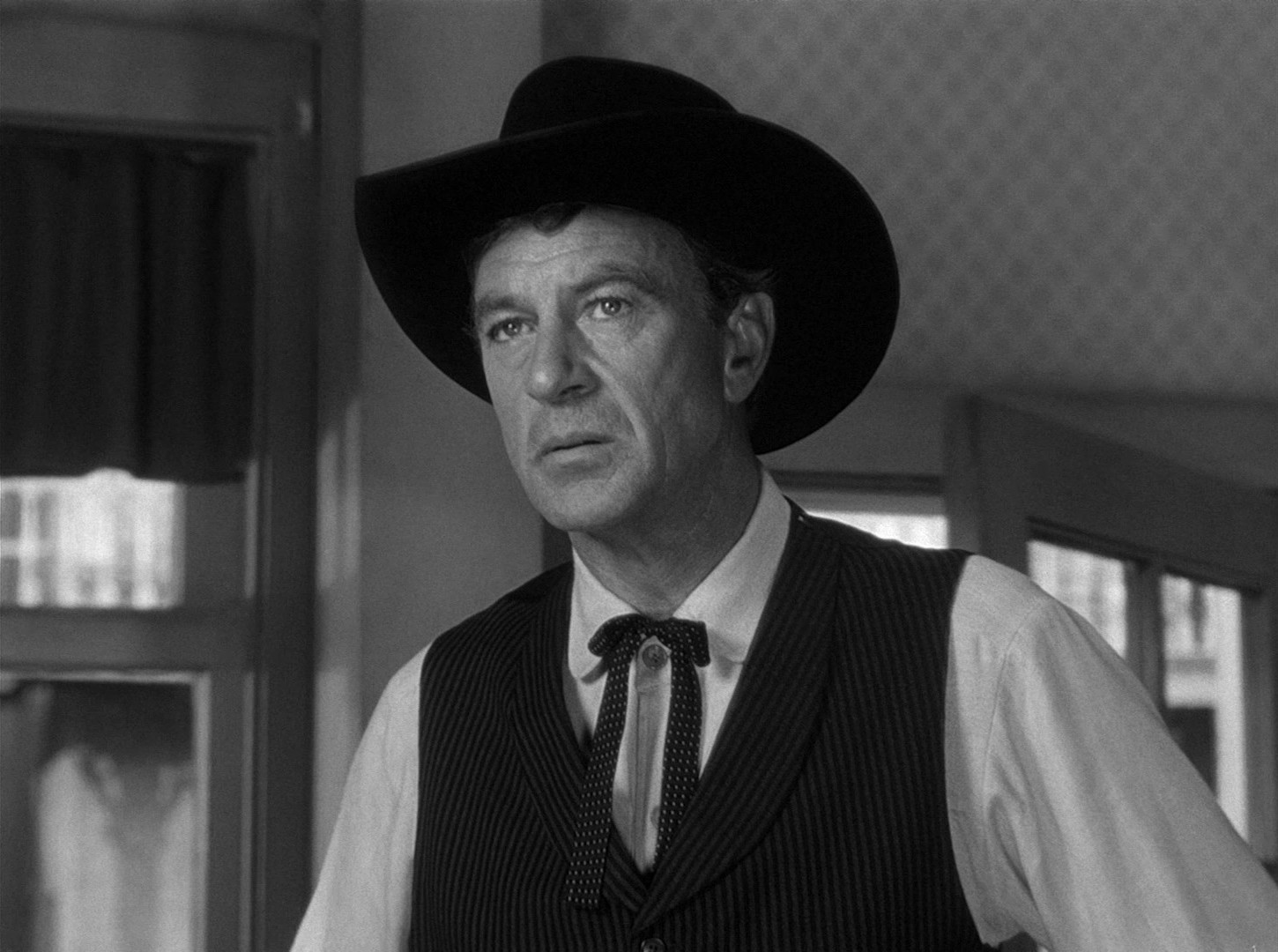
Gary Cooper.

Le train sifflera trois fois se déroule approximativement en temps réel, comme l'illustrent les plans récurrents de l'horloge dans le bureau du shérif. L'action du film, qui dure 85 minutes, débute en effet à 10 h 30 et se termine peu après midi.
À dix heures trente du matin, le shérif d'Hadleyville, Will Kane, vient d'épouser la jeune quaker Amy Fowler. Tous deux projettent d'ouvrir un magasin dans une bourgade voisine et Will Kane s'apprête à rendre son étoile de shérif. Mais il apprend le retour imminent de Frank Miller, qu’il a jadis arrêté et qui a par la suite été condamné à mort. Finalement libéré au bout de cinq ans, Miller est en route pour Hadleyville dans l'intention de régler son compte au shérif. Il doit arriver par le train de midi à la gare, où trois de ses complices l’attendent.
Malgré les supplications de sa femme, Kane décide de rester à son poste et tente de recruter des hommes parmi les habitants de la ville. Mais, l'un après l'autre, tous lui font défaut, par lâcheté, intérêt ou amitié pour le bandit. C’est donc seul qu’il va devoir faire face à quatre hommes, jusqu'à ce que son épouse comprenne, grâce à l'intervention de l'ancienne maîtresse de son mari, que sa place est auprès de lui. 
À l'arrivée du train, les rues de la ville désertées se transforment en champ de bataille. Le combat se termine par la victoire du shérif, secondé par sa femme qui, malgré ses convictions religieuses, tue un des quatre hommes. Le shérif jette alors son étoile dans la rue par mépris pour la lâcheté des habitants, puis, sans se retourner, Will et Amy Kane quittent Hadleyville.

## Fiche technique
- Titre : Le train sifflera trois fois
- Titre original : High Noon
- Réalisation : Fred Zinnemann
- Scénario : Carl Foreman, d'après la nouvelle (magazine story "The Tin Star") de John W. Cunningham
- Musique : Dimitri Tiomkin : Do not forsake me Oh my darling
- Photographie : Floyd Crosby
- Montage : Elmo Williams, Harry Gerstad
- Direction artistique : Ben Hayne
- Décors : Rudolph Sternad
- Décorateur de plateau : Murray Waite
- Costumes : Joe King et Ann Peck
- Producteurs : Carl Foreman producteur associé et Stanley Kramer (non crédités)
- Société de production : Stanley Kramer Productions
- Société de distribution : United Artists
- Pays de production :  États-Unis
- Langue : anglais
- Tournage : du 5 septembre 1951 au 6 octobre 1951
- Format : Noir et blanc — 35 mm — 1,37:1 — Son : Mono (Western Electric Recording)
- Durée : 85 minutes
- Dates de sortie:
  - États-Unis : 24 juillet 1952 (première à New York)
  - États-Unis : 30 juillet 1952 (première à Los Angeles)
  - États-Unis : 13 août 1952 (sortie nationale)
  - France : 26 septembre 1952
- Affiche : Macario Gómez Quibus (Espagne)

## Distribution

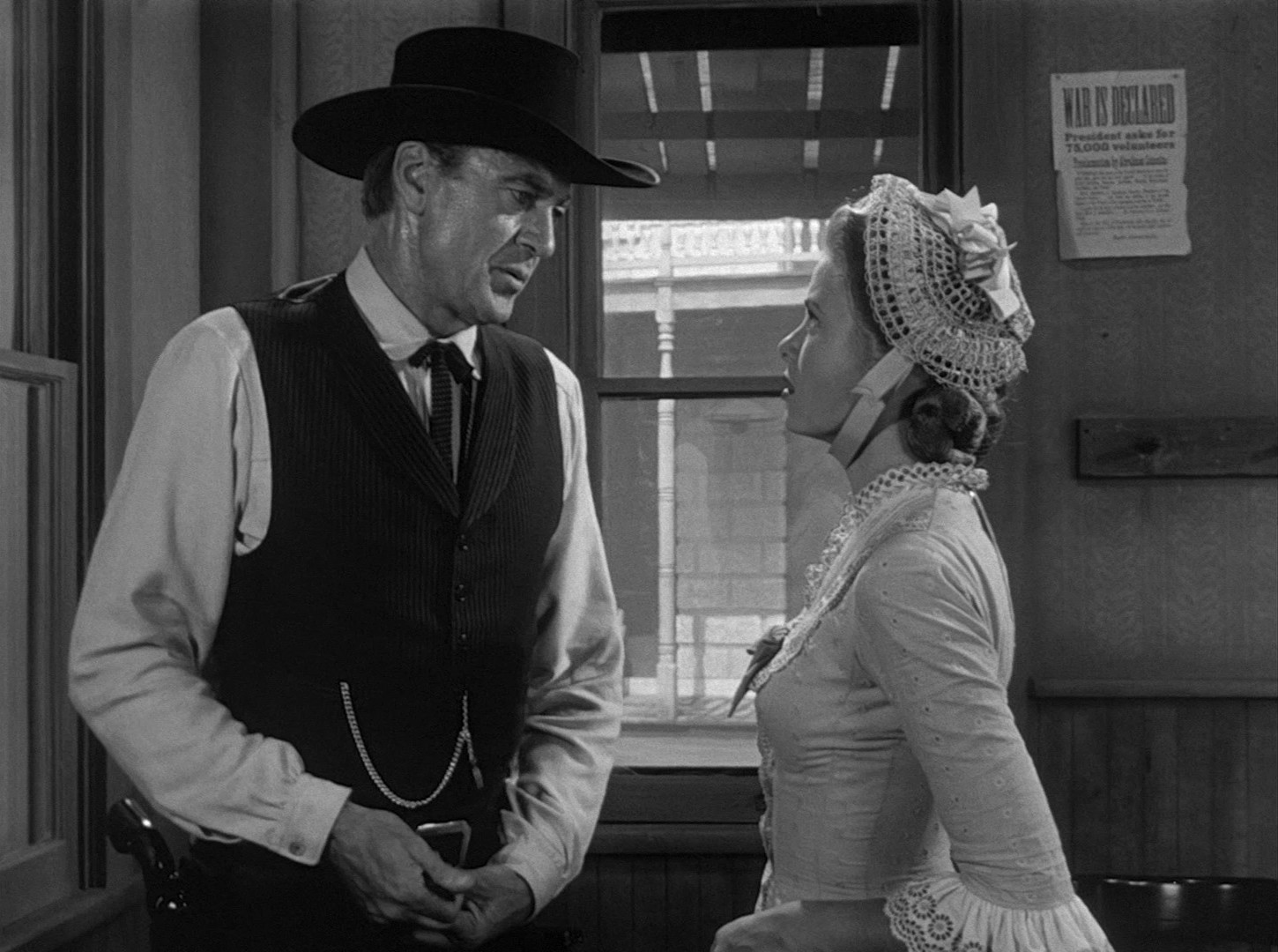
Gary Cooper et Grace Kelly.

- Gary Cooper (VF : Jean Martinelli) : le shérif Will Kane (Bill dans la VF)
- Grace Kelly (VF : Nelly Benedetti) : Amy Fowler Kane (Emma dans la VF)
- Thomas Mitchell (VF : Pierre Morin) : Jonas Henderson, le maire
- Lloyd Bridges (VF : Raymond Loyer) : Harvey Pell (Hervé dans la VF)
- Katy Jurado (VF : Katherine Kath) : Helen Ramírez
- Otto Kruger (VF : Jean Toulout) : Percy Mettrick, le juge
- Lon Chaney Jr. (VF : Jacques Berlioz) : Martin Howe
- Ian MacDonald (VF : Lucien Bryonne) : Frank Miller
- Harry Shannon (VF : Jean Brochard) : Cooper
- Lee Van Cleef : Jack Colby, membre de la bande
- Harry Morgan (VF : Michel Gudin) : Sam Fuller
- Sheb Wooley (VF : André Valmy) : Ben Miller (Max dans la VF)
- Robert J. Wilke (VF : Jacques Beauchey) : Jim Pierce
- Morgan Farley : docteur Mahin, le pasteur
- Eve McVeagh (VF : Lita Recio) : Mildred Fuller

Acteurs non crédités
- Lee Aaker : le garçon
- Larry J. Blake : Gilles, le propriétaire du saloon
- Howland Chamberlain (VF : Jean Berton) : Le réceptionniste de l'hôtel
- Cliff Clark : Ed Weaver
- Virginia Christine : Mme Simpson
- John Doucette (VF : Pierre Leproux) : Trumbull
- Jack Elam : Charlie, le prisonnier libéré par le shérif
- Harry Harvey : Coy
- Chubby Johnson : le premier vieil homme sous le porche de l'hôtel
- Tom London : Sam, le préposé d'Helen
- Merrill McCormick : Fletcher
- James Millican (VF : Jacques Erwin) : le shérif Herb Baker
- William Newell : Jimmy, le boiteux
- William Phillips (VF : Robert Dalban) : le barbier
- Lucien Prival : Joe, le barman du saloon d'Helen
- Ralph Reed (VF : Serge Lhorca) : Johnny, le garçon de 14 ans
- Ted Stanhope : le chef de gare

Cascades
Jack N. Young

## Production

### Titres
Le titre original joue sur le double sens de l'expression high noon, qui, au sens propre, signifie « midi pile », mais au sens figuré, désigne l'« heure de vérité ». Après le film, to be high noon est devenu une expression courante, signifiant « être complètement seul avec de gros problèmes ».
Le titre français fait référence au fait que le train de midi doit siffler trois coups au cas où Frank Miller en descendrait, précision qui n'existe pas dans le dialogue anglais du film. De surcroît, dans le film, le train ne siffle pas trois fois, mais quatre.

### Casting

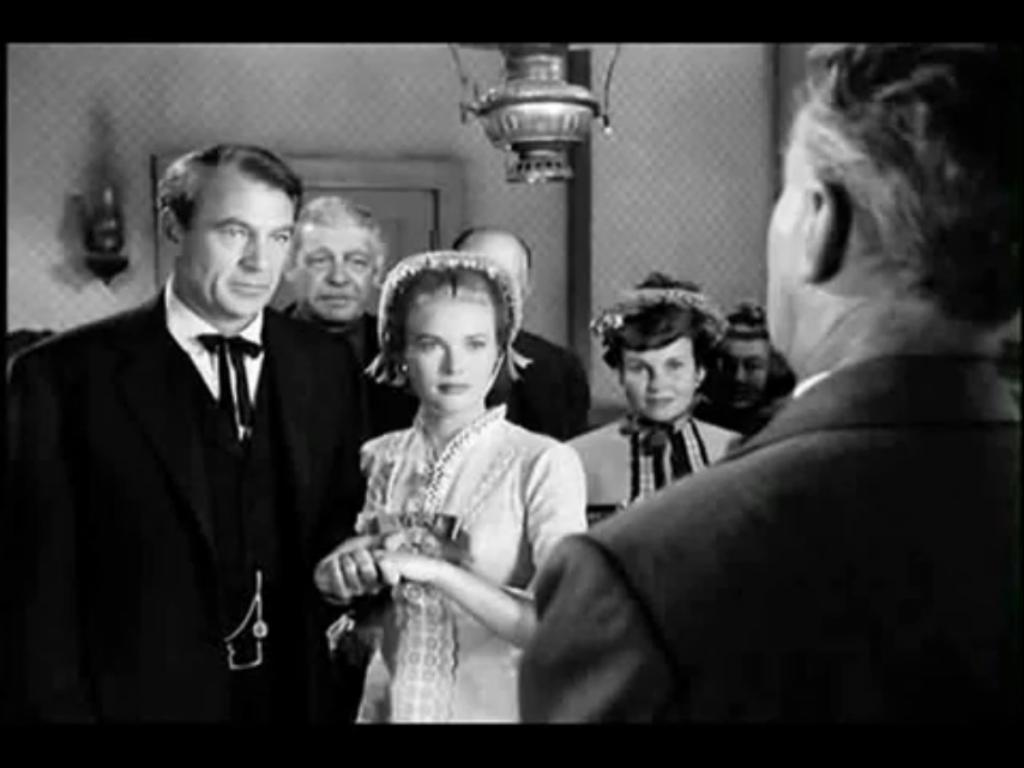
Gary Cooper et Grace Kelly.

Le train sifflera trois fois donne à Grace Kelly son premier grand rôle et à Lee Van Cleef sa première apparition au cinéma, dans un rôle muet. 

### Image
Le réalisateur Fred Zinnemann compose Le train sifflera trois fois avec trois éléments visuels récurrents : le plan fixe sur la voie ferrée, qui signifie la menace attendue ; le parcours désespéré du shérif cherchant de l'aide dans toute la ville ; les horloges, de plus en plus grosses à l'image et de plus en plus fréquentes au fur et à mesure que la menace se rapproche.

### Musique
La chanson du film en forme de ballade est interprétée par Tex Ritter sous le titre Do not forsake me, oh my darlin'. 
La version française est interprétée par Claude Dupuis sous le titre Si toi aussi tu m'abandonnes. L'auteur des paroles françaises, Henri Contet, refusa de faire une traduction littérale du texte.

## Récompenses et distinctions
- 25e cérémonie des Oscars
  - Oscar du meilleur acteur pour Gary Cooper[3]
  - Oscar du meilleur montage pour Elmo Williams et Harry Gerstad
  - Oscar de la meilleure musique pour Dimitri Tiomkin
  - Oscar de la meilleure chanson pour Dimitri Tiomkin (musique) et Ned Washington (paroles)

Le film a aussi été nommé dans les catégories Meilleure mise en scène, Meilleur film et Meilleur scénario.
- 10e cérémonie des Golden Globes
  - Golden Globe du meilleur acteur dans un film dramatique pour Gary Cooper
  - Golden Globe de la meilleure actrice dans un second rôle pour Katy Jurado
  - Golden Globe de la meilleure photographie noir et blanc

## Contexte historique: l'époque du maccarthysme
Au départ, le scénariste et producteur Carl Foreman envisage une parabole sur l'ONU. Mais face à la menace que commence à faire peser la Commission des activités anti-américaines sur Hollywood et à l'inquiétude qui progresse dans les milieux du cinéma, Foreman fait évoluer son scénario qui devient une parabole sur Hollywood et le maccarthysme. 
Pendant la réalisation du film, Foreman est d'ailleurs convoqué par la Commission et se retrouve dans la situation de Will Kane : ses amis l'évitent et quand il veut voir quelqu'un, il est absent. Foreman a même transposé certains dialogues réels dans son scénario.

## Réception critique

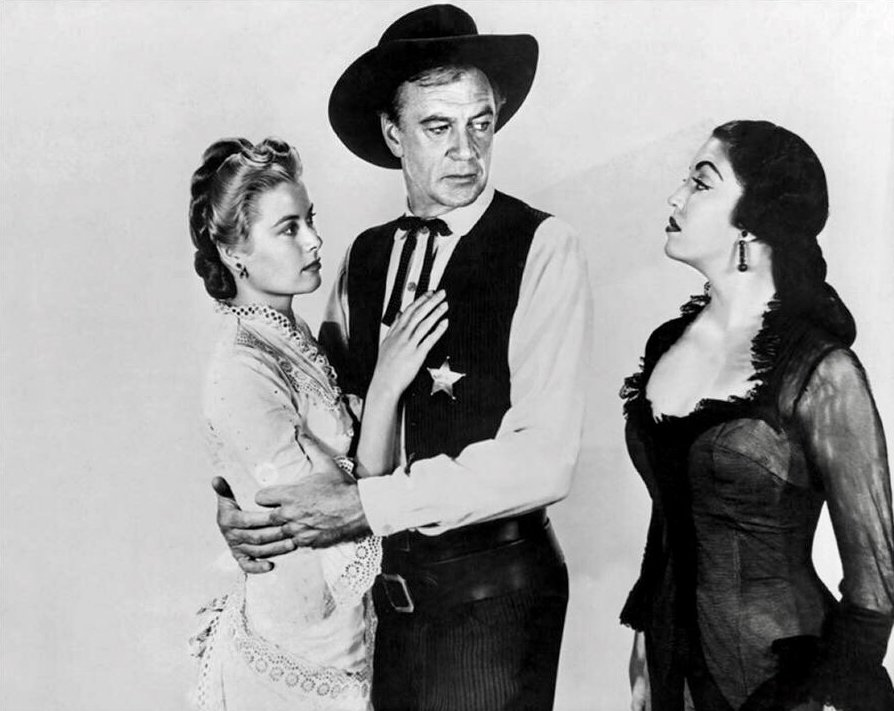
Grace Kelly, Gary Cooper et Katy Jurado

### Défavorable
John Wayne exprime sa détestation pour ce film, qu'il qualifie de « un-American », par sa condamnation de la majorité silencieuse et d'une certaine lâcheté citoyenne. En réaction, il tourne Rio Bravo sous la direction d'Howard Hawks, autre détracteur du film.

### Favorable
Pour l'historien du cinéma Leonard Maltin, Le train sifflera trois fois se démarque complètement des westerns de l'époque : le héros admet avoir peur, le film ne comporte que peu de scènes d'action, sauf à la fin. Des éléments formels distinguent aussi ce film des autres westerns : il est tourné en noir et blanc, ce qui était rarissime[réf. nécessaire] pour les westerns en 1952 ; la bande-son est dépouillée, l'image très sobre, un ciel laiteux[pas clair]. Le personnage d'Helen Ramírez n'est pas banal pour l'époque, puisqu'il s'agit d'une femme d'affaires mexicaine.
Pour d'autres critiques, ce film est un « surwestern », genre qui, en rupture partielle avec le western classique, nuance l'image du héros sans peur et sans reproche, introduit la psychologie, l'Histoire (notamment par une nouvelle image de l'Indien), réhausse le rôle de la femme, dénonce la justice expéditive.

## Postérité
En 1954, Quatre Étranges Cavaliers d'Allan Dwan propose une variation sur le film de Zinnemann, reprenant ouvertement sa trame avec une relecture des mêmes thèmes - maccarthysme, mariage du shérif, irruption du quatuor vengeur, lâcheté des concitoyens -, cette fois en couleur, mais d'une façon plus lourdement explicite et sentimentale que son modèle. Martin Scorsese le cite dans son documentaire sur le cinéma américain et lui voue une grande admiration.
En 1959, Rio Bravo de Howard Hawks, avec John Wayne dans le rôle principal, est présenté comme une réplique au Train sifflera trois fois. Hawks et Wayne n'aiment pas le personnage du shérif Kane, qui jette son étoile de shérif, avoue sa peur et cherche désespérément à se faire aider par la population. Le shérif John Chance met au contraire un point d'honneur à ne pas impliquer les civils mariés dans des actions dangereuses. Seuls les célibataires sont invités. L'un d'eux, interprété par Ricky Nelson, se fera secouer par John Chance pour avoir été « prudent » et provoqué ainsi indirectement la mort de son patron prêt à aider le shérif. Mais il n'est pas interdit de revenir de ses erreurs.[pas clair]
En 1980, une suite télévisée est réalisée, intitulée Terreur à Hadleyville ou Le Retour de Will Kane. Au terme de sa nouvelle aventure, le héros reprend son étoile de shérif.
En 1981, Le film Outland... loin de la terre (Outland, 1981), de Peter Hyams, avec Sean Connery, est un remake du Train sifflera trois fois, transposé dans une colonie minière spatiale : dans l'apathie générale, un homme se trouve seul dans un combat injuste.
En 1993, l'album de Lucky Luke intitulé Les Dalton à la noce, reprend la trame scénaristique générale et quelques passages clef du film.
En 1968, l'épisode Je vous tuerai à midi (Noon Doomsday en version originale) de la saison 6 de la série Chapeau melon et bottes de cuir pastiche le film de façon humoristique. John Steed, handicapé dans son fauteuil, est confronté à la vengeance d'un homme qu'il a fait arrêter, mais qui s'est évadé et qui veut le tuer avec ses complices à midi précise. Seule sa collaboratrice peut l'aider, car tous les hommes disponibles dans la maison de repos lui refusent leur aide.
En 1975, Jean-Marie Pallardy parodie le titre du film dans une production érotique, L'arrière-train sifflera trois fois.
En 1986, le groupe français Les Charlots parodie le titre Toute Première Fois de Jeanne Mas avec Toot Toot Première Fois, et en profite pour évoquer Gary Cooper et le train qui sifflera trois fois.

## Divers
Vers la fin, alors que le shérif cherche Miller et ses complices, ceux-ci passent devant une affiche qui annonce un spectacle sur le thème de Mazeppa.

## Sortie vidéo
Le film sort pour la première fois en Blu-ray en mars 2020, dans une édition médiabook Blu-ray + DVD, accompagné du livre L'Histoire d'un film écrit par Patrick Brion (60 pages). En bonus une présentation de Bertrand Tavernier et une présentation de Patrick Brion, les coulisses du tournage et un making-of.